# Hovsep Bezazian
Hovsep Bezazian (ur. 20 marca 1961) – syryjski duchowny ormiańskokatolicki, w latach 2015–2025 administrator apostolski Grecji.

## Życiorys
Urodził się w Syrii. Święcenia kapłańskie przyjął 21 września 1986. 21 marca 2015 został mianowany administratorem apostolskim Grecji. 25 stycznia 2025 papież Franciszek przyjął jego rezygnację ze stanowiska.